# Yūta Shitara
Yūta Shitara (jap. 設楽 悠太, Shitara Yūta; * 18. Dezember 1991) ist ein japanischer Langstreckenläufer. Er wird in der ewigen Bestenliste japanischer Marathonläufer auf Platz 2 geführt.

## Sportliche Laufbahn
Shitara besuchte die Tōyō-Universität in Tokio und nahm für die Universitätsmannschaft erfolgreich an zahlreichen Ekiden teil. Und anderem trug er entscheidend zum Sieg seiner Universität beim prestigeträchtigen Hakone Ekiden bei. Im Rahmen der Sommer-Universiade 2013 in Kasan startete er im Halbmarathon und belegte in 1:08:25 Stunden den 20. Platz. 2014 schloss er sein Studium der Wirtschaftswissenschaften ab.
Bei den Leichtathletik-Weltmeisterschaften 2015 in Peking trat er im 10.000-Meter-Lauf an und erreichte den 23. Platz. Über dieselbe Distanz lief er bei den Olympischen Spielen 2016 in Rio de Janeiro auf dem 29. Platz ein.
Am 26. Februar 2017 gab Shitara sein Debüt auf der Marathondistanz. Beim Tokio-Marathon wurde er in 2:09:27 Stunden Elfter. Am 16. September lief er beim Ústí-Halbmarathon im tschechischen Ústí nad Labem überraschend eine Zeit von 1:00:17 Stunden und unterbot damit den fast zehn Jahre alten japanischen Rekord von Atsushi Satō um acht Sekunden. Nur acht Tage später trat er zum Berlin-Marathon an, wo er in 2:09:03 Stunden das Ziel als Sechster erreichte. Anfang Dezember gewann er den 10-Meilen-Straßenlauf in Kōsa.
Am 21. Januar 2018 führte Shitara die Mannschaft der Präfektur Saitama bei den nationalen Ekiden-Meisterschaften als Schlussläufer zum Sieg. Zwei Wochen später belegte er beim Kagawa-Marugame-Halbmarathon in 1:01:13 Stunden den zweiten Platz. Beim Tokio-Marathon wurde er Zweiter und erzielte mit seiner Zeit von 2:06:11 Stunden einen neuen Asienrekord. Damit unterbot er die über fünfzehn Jahre alte Bestmarke seines Landsmanns Toshinari Takaoka um fünf Sekunden und sicherte sich eine Rekordprämie von 100 Millionen Yen (rund 760.000 Euro). Im Oktober verlor er seinen Rekord an Suguru Ōsako, der beim Chicago-Marathon 2:05:50 Stunden lief. Beim Fukuoka-Marathon belegte Shitara in 2:10:25 Stunden den vierten Platz.
2019 wurde Shitara beim Gifu-Seiryū-Halbmarathon Ende April in 1:01:36 Stunden Fünfter. Im Juli gewann er den Gold-Coast-Marathon in der Streckenrekordzeit von 2:07:50 Stunden, zugleich die schnellste jemals auf australischem Boden gelaufene Marathonzeit. Im September trat er zum Olympiaqualifikationsrennen des japanischen Leichtathletikverbands an. Vom Start an ließ er das gesamte Läuferfeld hinter sich und baute zwischenzeitlich einen Vorsprung von über zwei Minuten auf. In der zweiten Rennhälfte musste er seinem hohen Anfangstempo Tribut zollen, wurde bei Kilometer 37 von der Verfolgergruppe eingeholt und beendete das Rennen schließlich nur auf dem 14. Platz.
Beim Kagawa-Marugame-Halbmarathon 2020 belegte Shitara in 1:00:49 Stunden den sechsten Platz. Im selben Rennen unterbot Yusuke Ogura mit einer Zeit von 1:00:00 Stunden Shitaras japanischen Halbmarathonrekord. Zwei Wochen später gewann Shitara den 30-Kilometer-Straßenlauf in Kumamoto in 1:29:47 Stunden. Beim Tokio-Marathon Anfang März erreichte er in 2:07:45 Stunden den 16. Platz.
Yūta Shitara läuft für das Firmenteam des japanischen Automobilkonzerns Honda. Sein Zwillingsbruder Keita Shitara ist ebenfalls ein erfolgreicher Langstreckenläufer.